# Burkina Faso op de Olympische Zomerspelen 2024
Burkina Faso nam deel aan de Olympische Zomerspelen 2024 in Parijs, Frankrijk.

## Aantal deelnemers
Hieronder volgt een overzicht van de atleten die zich kwalificeerden voor de Olympische Zomerspelen van 2024.
| Sport       | Mannen | Vrouwen | Totaal |
| ----------- | ------ | ------- | ------ |
| Atletiek    | 1      | 1       | 2      |
| Judo        | 1      | 0       | 1      |
| Taekwondo   | 2      | 0       | 1      |
| Wielersport | 0      | 1       | 1      |
| Zwemmen     | 1      | 1       | 2      |
| Totaal      | 5      | 3       | 8      |

## Deelnemers en resultaten

### Atletiek

#### Technische nummers
Mannen
| Atlete(s)            | Onderdeel        | Kwalificatie | Kwalificatie | Finale  | Finale |
| Atlete(s)            | Onderdeel        | Afstand      | Plaats       | Afstand | Plaats |
| -------------------- | ---------------- | ------------ | ------------ | ------- | ------ |
| Hugues Fabrice Zango | hinkstapspringen | 17,16 m      | 2 Q          | 17,50 m | 5      |

Vrouwen
| Atlete(s)    | Onderdeel   | Kwalificatie | Kwalificatie | Finale  | Finale |
| Atlete(s)    | Onderdeel   | Afstand      | Plaats       | Afstand | Plaats |
| ------------ | ----------- | ------------ | ------------ | ------- | ------ |
| Marthe Koala | verspringen | 6,59 m       | 11 Q         | 6,61 m  | 9      |

### Judo
Mannen
| atleet      | onderdeel | eerste ronde         | tweede ronde         | derde ronde          | kwartfinale          | halve finale         | herkansing           | finale / BM          | finale / BM    |
| atleet      | onderdeel | tegenstander uitslag | tegenstander uitslag | tegenstander uitslag | tegenstander uitslag | tegenstander uitslag | tegenstander uitslag | tegenstander uitslag | rang           |
| ----------- | --------- | -------------------- | -------------------- | -------------------- | -------------------- | -------------------- | -------------------- | -------------------- | -------------- |
| Carmel Kone | −90 kg    | n.v.t.               | Han J-y V 00 - 10    | niet geplaatst       | niet geplaatst       | niet geplaatst       | niet geplaatst       | niet geplaatst       | niet geplaatst |

### Taekwondo
Mannen
| atleet          | onderdeel | kwalificatie         | eerste ronde         | kwartfinale          | halve finale         | herkansing           | finale / BM          | finale / BM    |
| atleet          | onderdeel | tegenstander uitslag | tegenstander uitslag | tegenstander uitslag | tegenstander uitslag | tegenstander uitslag | tegenstander uitslag | rang           |
| --------------- | --------- | -------------------- | -------------------- | -------------------- | -------------------- | -------------------- | -------------------- | -------------- |
| Ibrahim Maïga   | -68 kg    | bye                  | Reçber V 0 - 2       | niet geplaatst       | niet geplaatst       | niet geplaatst       | niet geplaatst       | niet geplaatst |
| Faysal Sawadogo | -80 kg    | bye                  | Takov W 2 - 0        | Nickolas V 0 - 2     | niet geplaatst       | niet geplaatst       | niet geplaatst       | niet geplaatst |

### Wielersport

#### Wegwielrennen
Burkina Faso wist één quotaplaats veilig te stellen voor de wegwedstrijd bij de vrouwen, dankzij een top-2-plaats in het Afrikaans kampioenschap van 2023 in Accra, Ghana.
Vrouwen
| atleet     | onderdeel    | tijd | rang |
| ---------- | ------------ | ---- | ---- |
| Awa Bamogo | wegwedstrijd | DNF  | DNF  |

### Zwemmen
Mannen
| atleet            | onderdeel       | series | series | halve finale   | halve finale   | finale         | finale         |
| atleet            | onderdeel       | tijd   | rang   | tijd           | rang           | tijd           | rang           |
| ----------------- | --------------- | ------ | ------ | -------------- | -------------- | -------------- | -------------- |
| Souleymane Napare | 50 m vrije slag | 26,66  | 59     | niet geplaatst | niet geplaatst | niet geplaatst | niet geplaatst |

Vrouwen
| atlete        | onderdeel       | series | series | halve finale   | halve finale   | finale         | finale         |
| atlete        | onderdeel       | tijd   | rang   | tijd           | rang           | tijd           | rang           |
| ------------- | --------------- | ------ | ------ | -------------- | -------------- | -------------- | -------------- |
| Iman Kouraogo | 50 m vrije slag | 30,33  | 62     | niet geplaatst | niet geplaatst | niet geplaatst | niet geplaatst |